# Benafer
Benafer – gmina w Hiszpanii, w prowincji Castellón, we wspólnocie autonomicznej Walencja, o powierzchni 17,03 km². W 2011 roku liczyła 173 mieszkańców.